# Xhevdet Bajraj
Xhevdet Bajraj (ur. 6 marca 1960 w Panorcë, zm. 22 czerwca 2022 w mieście Meksyk) – jugosłowiański oraz kosowski, następnie meksykański poeta i scenarzysta.

## Życiorys
W latach 90. był aresztowany i torturowany przez władze jugosłowiańskie, następnie został wydalony z terenu Kosowa, znajdując schronienie w Albanii i we Francji. Po wojnie w Kosowie zamieszkał w mieście Meksyk, nauczył się tam języka hiszpańskiego. Pracował jako tłumacz oraz jako profesor na Narodowym Uniwersytecie Autonomicznym Meksyku.
Wystąpił w meksykańsko-hiszpańskim filmie Aro Tolbukhin, en la mente del asesino. W kwietniu 2005 otrzymał meksykańskie obywatelstwo.

## Wybrana twórczość
- Emblem e Vuajtjes[2]
- Ruego albanés[1][4]
- Slaying the Mosquito (2017)[2]

## Nagrody[2]
- nagroda Stowarzyszenia Pisarzy Kosowa za utwór Emblem e Vuajtjes (1993, 2000)
- Międzynarodowa Nagroda Goliarda w dziedzinie poezji (2004)
- nagroda za najbardziej oryginalną sztukę napisaną w języku albańskim na Festiwalu Monodrome we Wlorze (2013)
- nagroda za najlepszą poezję na Międzynarodowych Targach w Prisztinie (2015)

## Życie prywatne
Był żonaty, miał dwoje dzieci; żona była lekarką. Miał także brata Fadila.